# 串木野駅
串木野駅（くしきのえき）は、鹿児島県いちき串木野市曙町にある、九州旅客鉄道（JR九州）鹿児島本線の駅である。
いちき串木野市の代表駅で、当駅 - 鹿児島中央駅の折返し電車も設定されている。

## 歴史

### 年表
- 1913年（大正2年）12月15日：鉄道院川内線として当駅 - 東市来駅間開通時に開設[2]。
- 1914年（大正3年）6月1日：川内線が延伸し、川内町（現・川内） - 串木野間開通。
- 1927年（昭和2年）10月17日：八代 - 川内 - 鹿児島間全通により鹿児島本線に制定命名
- 1972年（昭和47）10月24日：第27回国民体育大会に出席するために来県した天皇、皇后が乗車するお召し列車が指宿駅 - 串木野駅間で運行[3]。
- 1984年（昭和59年）2月1日：貨物取扱廃止[2]。
- 1985年（昭和60年）3月14日：荷物扱い廃止[2]。
- 1987年（昭和62年）
  - 2月15日：みどりの窓口開設[4]。
  - 4月1日：国鉄分割民営化により九州旅客鉄道に継承[2]。
- 2004年（平成16年）3月13日：九州新幹線開業に伴うドリームつばめ廃止に伴い鹿児島中央駅→川内駅間で最終列車として運行される快速列車の停車駅となる。始発の鹿児島中央駅から伊集院駅までは各停であったのに対し、当駅 - 終点川内駅間はノンストップとなっていた。
- 2005年（平成17年）10月1日：当駅発着列車が設定される。
- 2006年（平成18年）12月8日頃：改築のため木造駅舎を解体、プレハブ仮設駅舎での営業を開始。
- 2007年（平成19年）3月18日：新駅舎での営業を開始。また、鹿児島中央発最終便の快速列車が全区間各停の普通列車に種別変更される。
- 2012年（平成24年）12月1日：ICカードSUGOCAの利用を開始[5]。
- 2022年（令和4年）
  - 3月11日：この日をもって切符売り場が営業を終了[6]。
  - 3月12日：終日無人駅化[1][6]。

### 駅名の由来
開業当時の地名（日置郡串木野村）が由来。「串木野」の地名の由来はよく分かっておらず、諸説がある。
- 冠岳神社の祭神の櫛御気命（くしみけのみこと）から「くしきの」が発生したという説。[7]
- 串木野はかつては葦の生い繁った沼沢地であったといい、 アイヌ語ではそれを「くしきの」という説[要出典]。
- 伝承として、藩寺社方御修甫の猪田大明神を奥州丹沢郡より祠官入枝志摩丞の先祖が招請して、五反田川を船で渡り浜ヶ城近くまで来た時、朽木の大木が横に伏せ一行の行く手を阻んだので、その夜は仮小屋を作り一泊し、翌朝目覚めてみると大木は跡形もないので、一同「ふしぎのう」と言ったのが「くしきの」の地名になったという説[7]。
- 木屋の屏風岩に臥木があり、「臥木野」と名付けられ、後に串木野と改めたという説[8]。

## 駅構造
島式ホーム1面2線を有する地上駅。ホームは駅舎より高い位置に存在し、両者は地下道で結ばれる。1913年竣工の木造駅舎を老朽化のため2006年12月に解体、プレハブの仮駅舎での営業を経て、新駅舎が2007年3月18日に開業した。黒を基調とした駅舎になった。
無人駅であり、タッチパネル式の自動券売機（ICカード・オレンジカード対応）、ICカードチャージ機が設置されている。
IC乗車カード「SUGOCA」の利用が可能（相互利用可能ICカードはSUGOCAの項を参照）で、簡易SUGOCA改札機が設置されている。

### のりば
| 番線 | 路線        | 方向 | 行先                   |
| ---- | ----------- | ---- | ---------------------- |
| 1    | ■鹿児島本線 | 上り | 川内方面               |
| 2    | ■鹿児島本線 | 下り | 伊集院・鹿児島中央方面 |

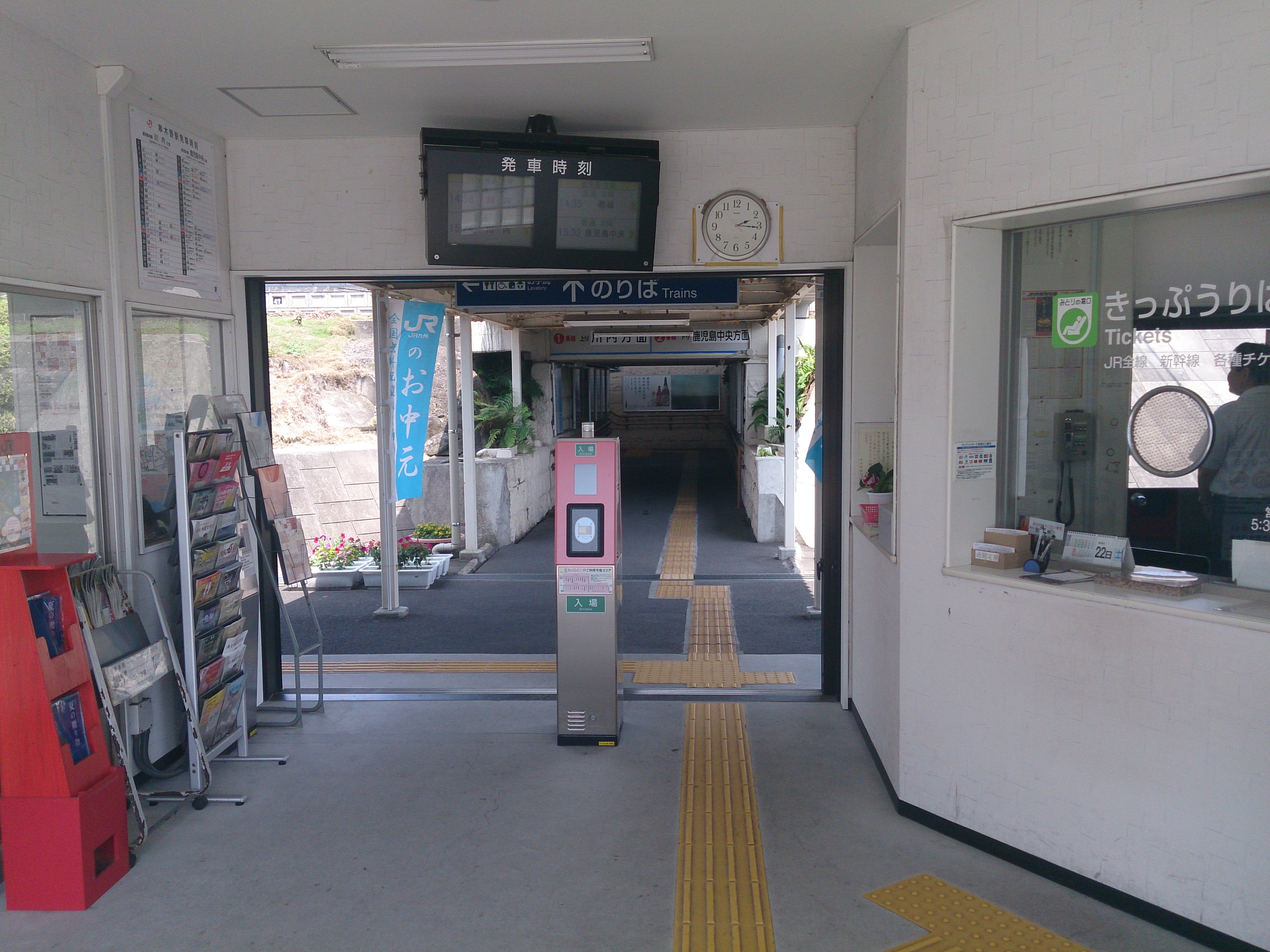
駅舎内
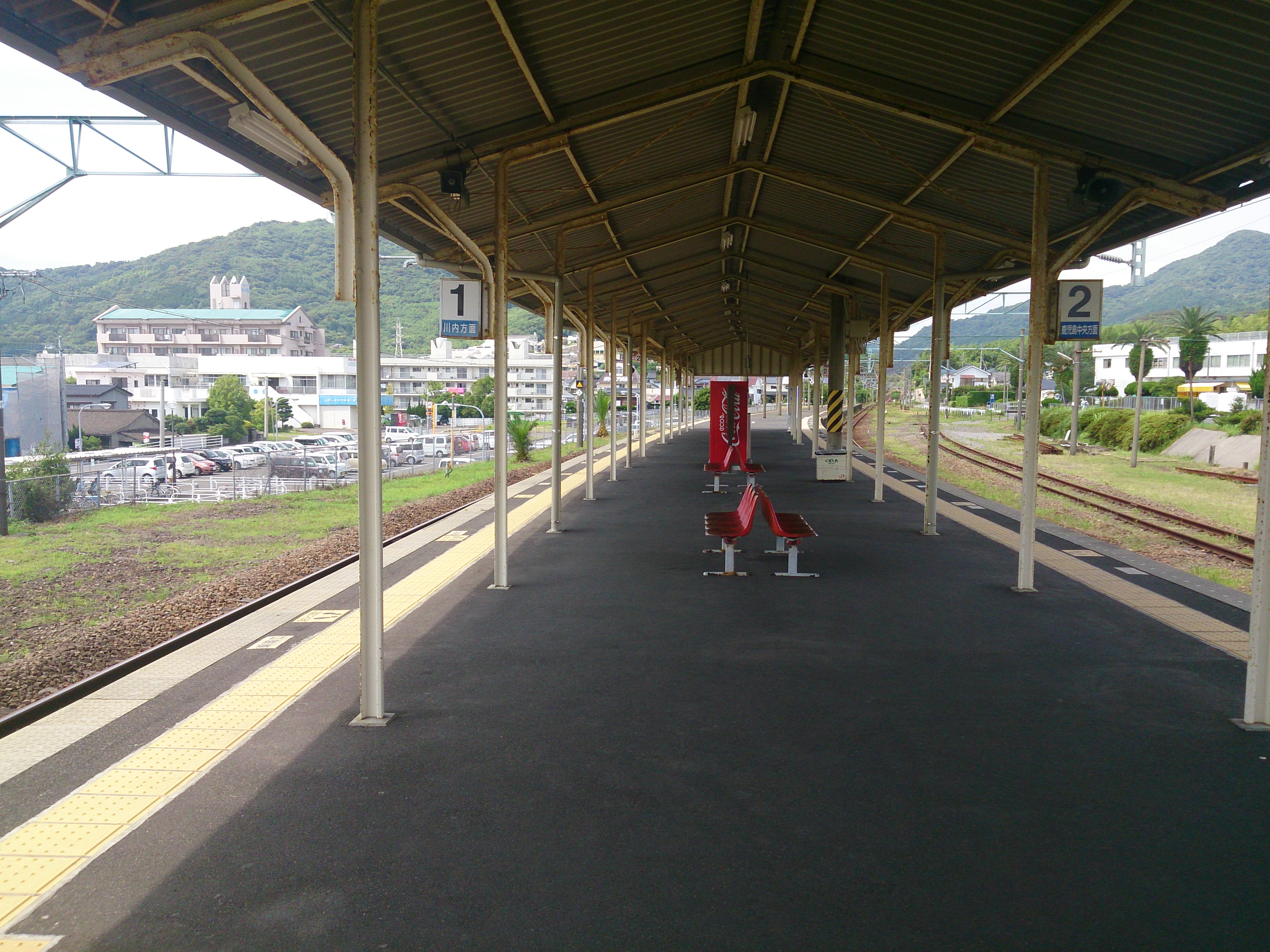
ホーム
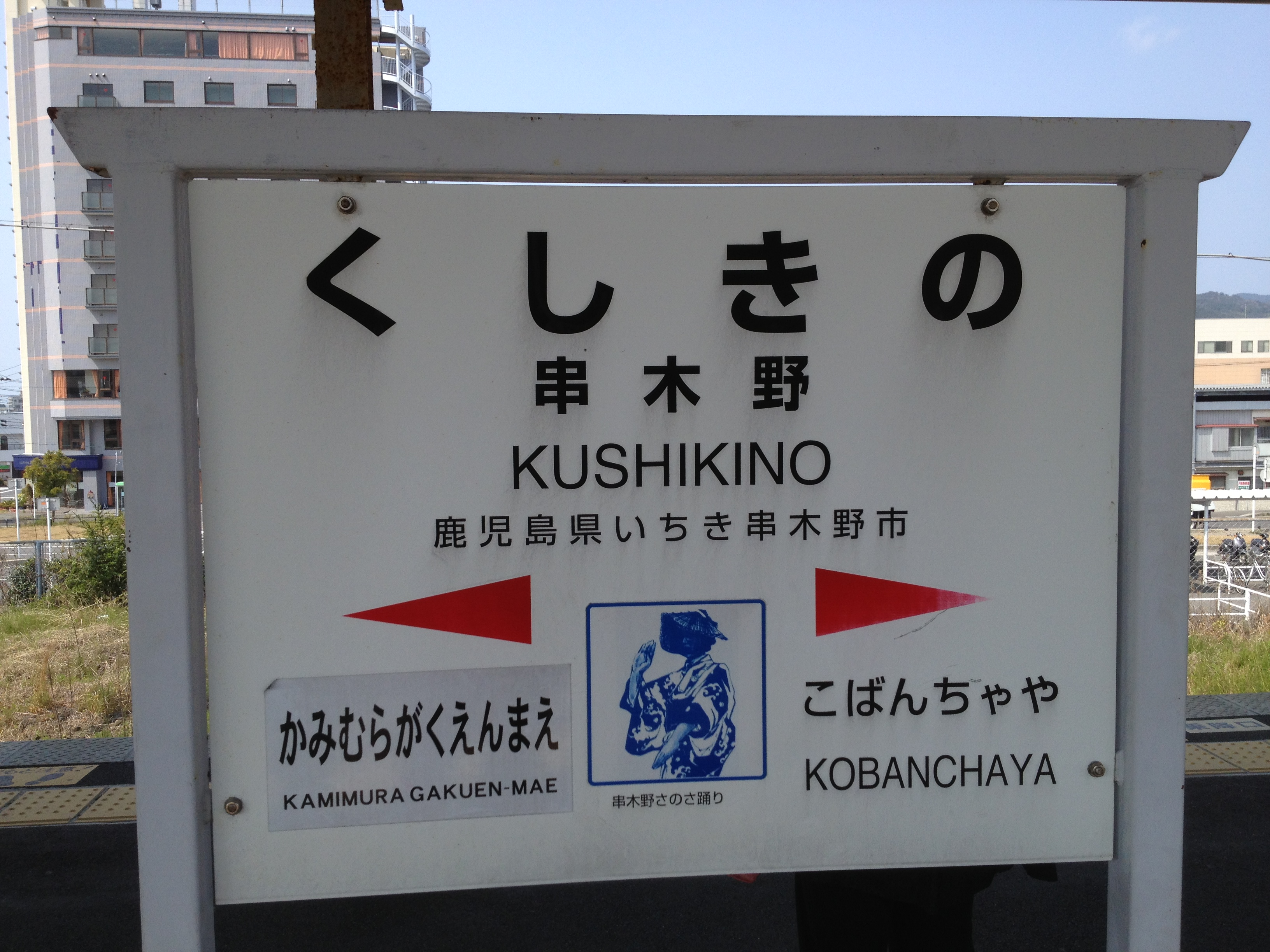
駅名標
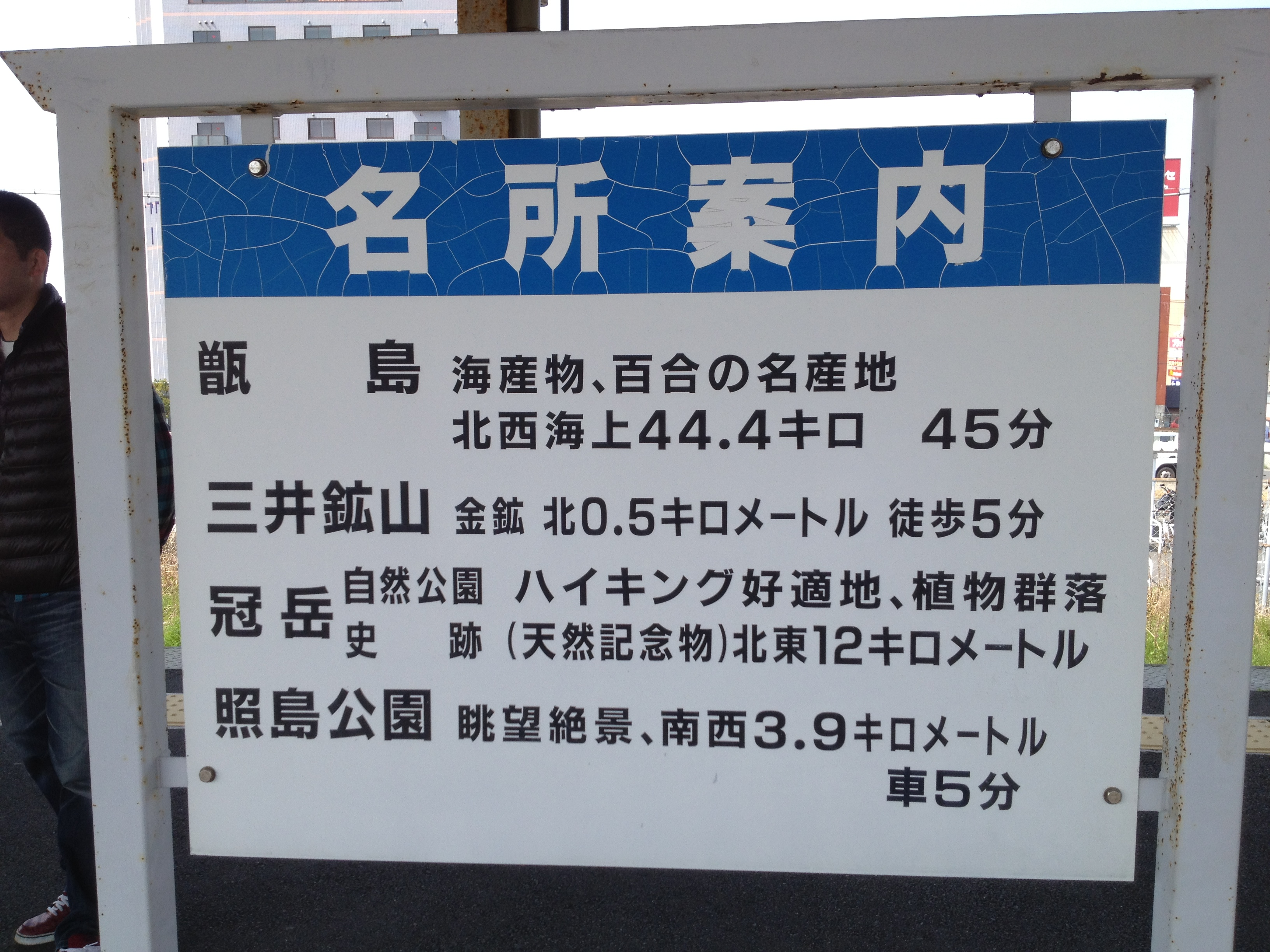
名所案内

## 利用状況
- 2023年度の1日平均乗車人員は700人である[11]。

2010年は利用者数が大幅に減っているが、これは、同年同市内に神村学園前駅が開業し利用客が分散したためである。
| 年度 | 1日平均 乗車人員 | 1日平均 乗降人員 |
| ---- | ---------------- | ---------------- |
| 2004 | 1,481            |                  |
| 2005 | 1,439            |                  |
| 2006 | 1,342            |                  |
| 2007 | 1,323            |                  |
| 2008 | 1,286            |                  |
| 2009 | 1,244            |                  |
| 2010 | 1,025            | 2,092            |
| 2011 | 979              | 1,985            |
| 2012 | 970              | 1,950            |
| 2013 | 974              | 1,960            |
| 2014 | 925              | 1,860            |
| 2015 | 903              | 1,812            |
| 2016 | 876              | 1,758            |
| 2017 | 861              |                  |
| 2018 | 860              |                  |
| 2019 | 844              |                  |
| 2020 | 666              |                  |
| 2021 | 659              |                  |
| 2022 | 661              |                  |
| 2023 | 700              |                  |

## 駅周辺

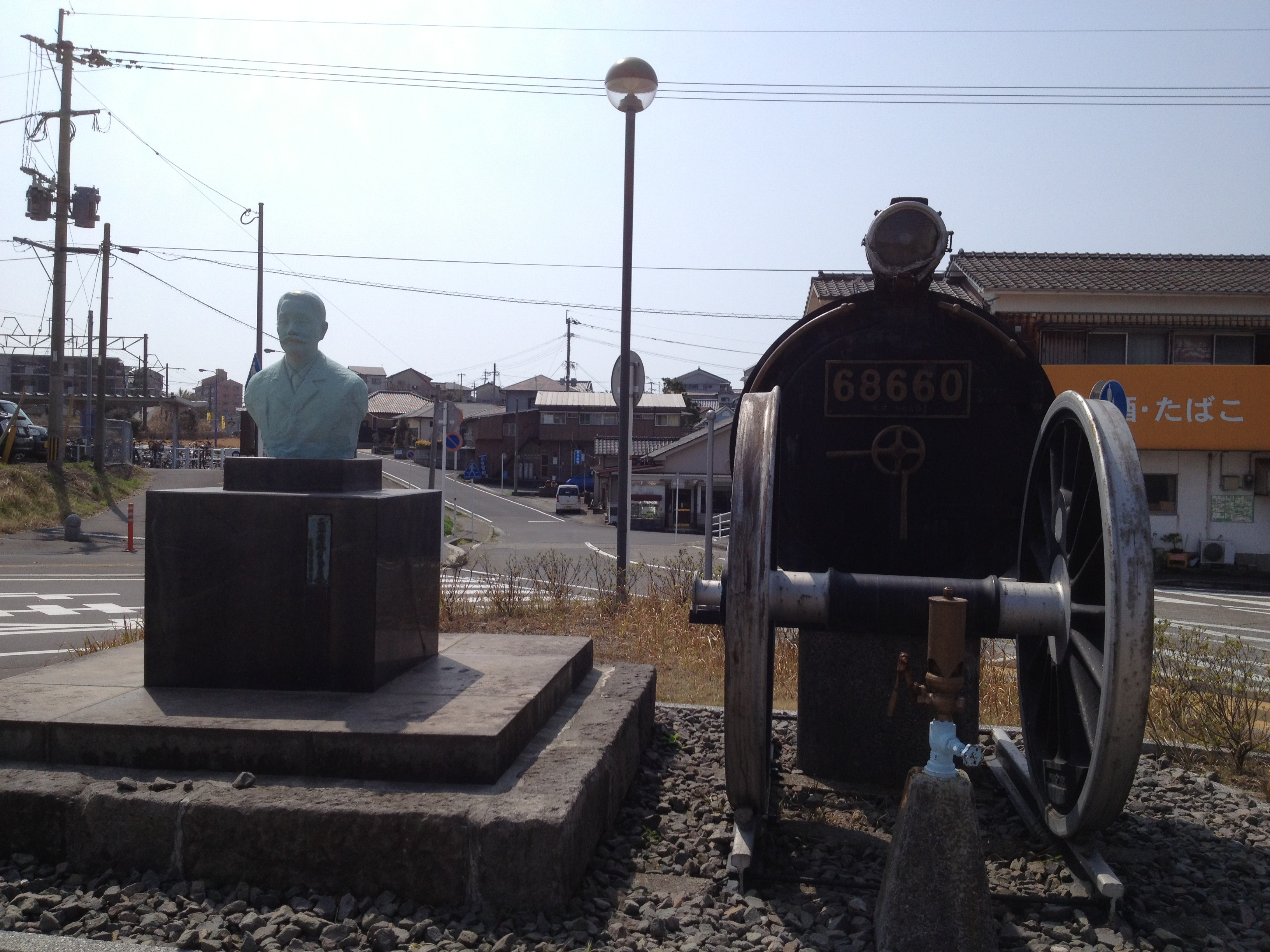
駅前にあるモニュメント。長谷場純孝（鹿児島本線敷設の功労者）の胸像（左）と68660形蒸気機関車（8620形）の動輪・煙室扉・ボイラー安全弁（右）がある。

あたりはいちき串木野市の中心部。市街は当駅から南西方面に広がる。市役所は南方向に徒歩20分ほど。駅前広場が整備されている。
- いちき串木野市役所（旧・串木野市役所）
- いちき串木野市立串木野小学校
- いちき串木野市立串木野中学校
- いちき串木野警察署串木野駅前交番
- 串木野郵便局
- 鹿児島県立串木野高等学校（南西へ約1.5km）
- 串木野新港（甑島商船が発着、西へ約2.5km）
- 薩摩金山蔵（北へ約3km)
- Aコープ串木野店
- プリマハム鹿児島工場（駅北側）

### バス路線
駅前広場に串木野駅バス停が、国道3号線沿いのマツモトキヨシ串木野駅前店（林田バス(現鹿児島交通)串木野営業所跡）付近に串木野バス停がある。
- 鹿児島交通（串木野新港、羽島、野下、神村学園前、湯之元、天文館・いづろ、鹿児島空港、川内方面など）
- いちき串木野いきいきバス（全路線）

## 隣の駅
九州旅客鉄道（JR九州）
■鹿児島本線
木場茶屋駅 - 串木野駅 - 神村学園前駅